# علي دحلاب
 علي دحلاب  (1969 الجزائر) هو لاعب كرة قدم جزائري.

## روابط خارجية
- علي دحلاب على موقع قاعدة بيانات كرة القدم.إي يو (الإنجليزية)
- علي دحلاب على موقع ناشيونال فوتبول تيمز (الإنجليزية)